# У гонитві за Емі
У пошуках Емі, дослівно: У гонитві за Емі (англ. Chasing Amy) – фільм американського кінорежисера Кевіна Сміта, завершення Джерсійської трилогії, присвячений відносинам між гетеросексуальним чоловіком і лесбійкою.

## Сюжет
Герой фільму – молодий і талановитий живописець, який зустрічає свою справжню любов. На жаль, домогтися взаємності від цієї вітряної особи буде вельми непросто, адже вона звикла до короткочасних зв'язків. Але хлопець не здається, незважаючи на те, що його товариш всіляко намагається очорнити обраницю одного, розповідаючи про її розпусні пригоди.

## Ролі
| Актор            | Роль                        |
| ---------------- | --------------------------- |
| Джої Лорен Адамс | Алісса Джонс                |
| Бен Аффлек       | Голден МакНіл               |
| Джейсон Лі       | Бенкі Едвардс               |
| Джейсон М'юз     | Джей                        |
| Кевін Сміт       | Мовчазний Боб               |
| Ітан Саплі       | Фанат                       |
| Скотт Мосьє      | Колектор                    |
| Метт Деймон      | Шон Оран (епізодична роль)  |
| Брайн О'Галлоран | Джим Гікс (епізодична роль) |

## Знімальна група
- Режисер Кевін Сміт;
- Сценарист Кевін Сміт;
- Продюсер: Скотт Можер, Роберт Гоук, Джон Пірсон.